# Xanthogramma pedissequum
Xanthogramma pedissequum je pogosta vrsta muh trepetavk, ki je razširjena po celi Evropi, tudi v Sloveniji.
Ličinke teh trepetavk se hranijo s koreninskimi ušmi, ki jih v svojih podzemnih gnezdih gojijo mravlje iz rodu Lasius. Odrasle muhe se hranijo z nektarjem.